# Diritto processuale romano
Il diritto processuale romano si basava, in generale, sul principio della coattività delle regole dell'ordinamento giuridico, il cui mancato rispetto comportava l'irrogazione o la richiesta di inflizione di una sanzione, previo accertamento di una situazione giuridica rilevante ed eventualmente meritevole di tutela.
Superata l'età arcaica, venne escluso ogni tipo di meccanismo di autotutela e di autodifesa senza il controllo o la partecipazione della comunità, con una ricorrente oppressione del più debole. Dall'età repubblicana, si preferì, infatti, un intervento della comunità, nella figura di un terzo imparziale, un organo che avrebbe verificato l'esistenza di un diritto o di un dovere, con le eventuali conseguenze. Tutto questo costituisce il principio di fondo dell'istituzione del processo.

## Generalità
Nell'antica Roma gli attori vengono rappresentati, nei testi di diritto romano, con il nome fittizio di: Aulo Agerio; i convenuti invece vengono rappresentati, nei testi di diritto romano, con il nome fittizio di: Numerio Negidio. Il processo privato poteva essere:
- per legis actiones = erano previste dalle dodici tavole della legge. Inizialmente erano due:
  1. in rem Rei vindicatio: antico rito in cui si rivendicava una proprietà;
  2. in personam manus iniectio.
- per formulas. Le fasi di questo tipo di processo erano principalmente due, a Roma:
  1. fase in iure: le parti vanno davanti a un giureconsulto, gli espongono le richieste e lui ne valuta la fondatezza. Si dava infatti luogo alla cosiddetta "cognitio sommaria" della controversia. Tutta questa fase potrebbe essere riassunta nell'atto della "litis contestatio", ovverosia la "contestazione della lite", ove le parti si accordavano sul contenuto della formula e sulla nomina del giudice (o arbitro);
  2. se le richieste non vengono trovate fondate, il giureconsulto invia le parti apud iudicem, seconda fase. Il Iudex può essere un magistrato o un arbitro scelto dalle parti stesse. Il compito è quello di confermare la fondatezza delle richieste di Aulo Agerio.
- extra ordinem = inizialmente era nato per essere applicato fuori Roma. Per i cittadini romani si applicava il diritto ius civilis, mentre per gli abitanti di tutte le province di Roma si applicava il diritto ius gentium. Successivamente, nell'età imperiale, durante il principato di Augusto, venne applicato anche a Roma. I vantaggi di tale processo erano:
  1. questo processo è contumaciale (cioè le parti non sono presenti al dibattimento e sono rappresentate dal procuratore);
  2. la sentenza del giudice è esecutiva, cioè dotata di esecutività: ha la forza di essere applicata;
  3. c'erano gli apparitores, vale a dire coloro che potevano dare esecutività alla sentenza.

## Classificazione
Nel classificare il processo romano è anzitutto fondamentale operare una distinzione:
- Ordo iudiciorum privatorum, categoria in cui rientravano i processi di rilevanza meramente privata (Actio)
  - Processo per legis actiones
  - Processo per formulas
- Ordo iudiciorum publicorum, categoria in cui rientravano tutti i processi di rilevanza pubblica e accostabili all'odierno processo criminale

## Normative e tipologie
- le Legis actiones = erano previste dalle dodici tavole della legge. Inizialmente erano due:

1. in rem Rei vindicatio: antico rito in cui si rivendicava una proprietà;
2. in personam manus iniectio.

- il processo per formulas. Le fasi di questo tipo di processo erano principalmente due, a Roma:

1. fase in iure: le parti vanno davanti a un giureconsulto, gli espongono le richieste e lui ne valuta la fondatezza. Si dava infatti luogo alla cosiddetta "cognitio sommaria" della controversia. Tutta questa fase potrebbe essere riassunta nell'atto della "litis contestatio", ovverosia la "contestazione della lite", ove le parti si accordavano sul contenuto della formula e sulla nomina del giudice (o arbitro);
2. se le richieste non vengono trovate fondate, il giureconsulto invia le parti apud iudicem, seconda fase. Il Iudex può essere un magistrato o un arbitro scelto dalle parti stesse. Il compito è quello di confermare la fondatezza delle richieste di Aulo Augerio.

- processo extra ordinem = inizialmente era nato per essere applicato fuori Roma. Per i cittadini romani si applicava lo ius civilis, mentre per gli abitanti di tutte le province di Roma si applicava lo ius gentium. Successivamente, nell'età imperiale, durante il principato di Augusto, venne applicato anche a Roma.

I vantaggi di tale processo erano:
1. questo processo è contumaciale (cioè le parti non sono presenti al dibattimento e sono rappresentate dal procuratore);
2. la sentenza del giudice è esecutiva, cioè dotata di esecutività: ha la forza di essere applicata;
3. c'erano gli apparitores, vale a dire coloro che potevano dare esecutività alla sentenza.